# 维拉里纽-达卡斯塔涅拉
维拉里纽-达卡斯塔涅拉是葡萄牙布拉干萨区的一个堂区。总面积29.1平方公里，总人口772人，人口密度26.5人/平方公里。